# Qianjin Jingyingsuo (bondby i Kina, Heilongjiang Sheng, lat 48,02, long 127,37)
Qianjin Jingyingsuo (kinesiska: 前进经营所) är en bondby i Kina. Den ligger i provinsen Heilongjiang, i den nordöstra delen av landet, omkring 260 kilometer norr om provinshuvudstaden Harbin. Antalet invånare är 137. Befolkningen består av 70 kvinnor och 67 män. Barn under 15 år utgör 1,0 %, vuxna 15-64 år 79 %, och äldre över 65 år 18,0 %.
Runt Qianjin Jingyingsuo är det ganska tätbefolkat, med 67 invånare per kvadratkilometer. Qianjin Jingyingsuo är det största samhället i trakten. I omgivningarna runt Qianjin Jingyingsuo växer i huvudsak blandskog.
Genomsnittlig årsnederbörd är 1 086 millimeter. Den regnigaste månaden är juli, med i genomsnitt 344 mm nederbörd, och den torraste är januari, med 9 mm nederbörd.